# Wikipedija na hrvatskome jeziku
Wikipedija na hrvatskome jeziku inačica je Wikipedije pisana na hrvatskome jeziku, započeta 16. veljače 2003. godine. Prvo se uređivanje Glavne stranice dogodilo 16. veljače 2003. godine u 21 sat, 52 minute i 44 sekunde. Prvi članak koji je započet na hrvatskomu jezičnomu izdanju je članak Hrvatski jezik, koji je snimljen dana 25. travnja 2003. godine točno u 22 sata, 47 minuta i 41 sekundu (SEV), a sadržavao je sljedeću rečenicu:
Dana 8. listopada 2005. godine, na Dan neovisnosti u Hrvatskoj, prešla je broj od 10.000 članaka.
Danas na Wikipediji na hrvatskom jeziku djeluje 443 aktivna suradnika, a postoji 331 996 registriranih suradnika. Wikipedija na hrvatskome jeziku trenutačno ima 227 107 članaka.

## Povijest

### Početci
Wikipediju na hrvatskom jeziku pokrenuo je Zdenko Denny Vrandečić, aktivni stručni suradnik Wikipedije iz Njemačke, te je postao prvim administratorom i stjuardom, a kasnije je  radio na semantičkom wikiju, te bio pokretačem projekta Wikipodatci.

### Prvi suradnik
El mariachi prvi je suradnik te Wikipedije koji ju je i uređivao. On je započeo članak Hrvatski knezovi, prvi članak koji je započeo registrirani suradnik.

### Prva medijska datoteka i zaštitni znak
Prvu medijsku datoteku na Wikipediji na hrvatskomu jeziku postavio je suradnik El mariachi, 24. lipnja 2003. godine u 1 sat i 57 minuta (po srednjoeuropskomu vremenu) i bio je to grafički prikaz zastave Republike Hrvatske.
Od 19. rujna 2004. godine na Glavnoj je stranici postojao uzorak šahiranoga polja, a od 11. lipnja 2004. do 16. kolovoza 2005. godine stranica je imala posebnu grafičku oznaku za hrvatske teme. Prvi logotip Wikipedije na hrvatskom jeziku načinila je suradnica Beti, 26. veljače 2005. godine u 16:51:19. Naslovila je svoje djelo Mali hrvatski logo i posvetila ga toj inačici Wikipedije. Betin Mali hrvatski logo služio je kao grafička oznaka na Glavnoj stranici od 16. kolovoza 2005. do 10. veljače 2008. godine, kada je zamijenjen sadašnjom datotekom.

### Položaj u odnosu na ostale jezične inačice
Godine 2006. Wikipedija na hrvatskom bila je na 32. mjestu u svijetu po broju članaka. Godine 2015. bila je na 41. mjestu, a 2021. nalazi se na 44. mjestu.

## Zajednica

### Popis susreta
Do 2007. godine hrvatski suradnici Wikipedije održali su dva službena susreta. 
- Prvi susret održan je 9. rujna 2006. godine u klubu Aquarius na Jarunu u Zagrebu. Do tada su se susretali samo administratori, a mjesta susreta bili su Zagreb i Rijeka.
- Drugi susret, nešto manji po broju sudionika, održan je 10. studenoga 2006. godine, također u Zagrebu. (izvješće susreta)
- Treći susret održan je 10. veljače 2007. godine u klubu Aquarius u Zagrebu, izvješće sa susreta možete naći ovdje.
- Četvrti (manji) susret održan je povodom dolaska u Zagrebu. Sve obavijesti u izvješću sa susreta.
- Peti je susret održan ljeti 2007. godine uz more.
- Osmi je susret u veljači 2008. godine povodom 5. godišnjice Wikipedije na hrvatskome jeziku bio održan u dva grada, Sisku i Zagrebu.
- Deseti susret po redu i treći službeni održao se 17. siječnja 2009. godine u Zagrebu.
- Jedanaestim susretom po redu obilježila se deseta Wikipedijina obljetnica i osma godišnjica Wikipedije na hrvatskome jeziku.

### Suradničke nagrade
Wikipedisti jedni drugima dodjeljuju Nagrade crnog rebca, kao i nagrade čije likovno rješenje i format naprave sami suradnici. Nagrade crnog rebca ukupno je dobilo njih 363.

U travnju 2012. godine wikipedistice su dobile svoj imenski prostor i postaju suradnicama.

## Galerija

### Prigodne inačice logotipa
- 30.000 članaka
- 40.000 članaka
- 50.000 članaka
- 70.000 članaka
- 90.000 članaka
- 100.000 članaka
- 150.000 članaka
- 5 godina
- 200.000 članaka
- Božićna

## Odjek u hrvatskom društvu
Wikipedija na hrvatskomu jeziku imala je različitu reputaciju u različitim fazama svog razvoja. Od potpore i entuzijazma javnosti za osnivanjem, prvotnog rasta i popularizacije, Wikipedija na hrvatskom došla je do izrazito negativne recepcije u krugovima i stručne i šire javnosti, a vrhunac je bio 2013. vjerojatno s izjavom ministra Jovanovića. Najčešći razlozi bili su kompromitiranje sadržaja i način upravljanja projektom sve do konca 2020. godine kada se u pitanja upravljanja, te naknadno i sadržaja uključila Zaklada Wikimedija.

### Kontroverze 2012. i 2013.
Dana 20. veljače 2012., Marko Gregović na portalu H-alter objavljuje tekst Nezavisna Wikipedija hrvatska u kojem kritizira hrvatsku inačicu Wikipedije zbog pseudoznanosti, izmišljotina i rasističkog revizionizma. Naveo je nekoliko primjera netočnosti i pristranosti: Poglavnik NDH Ante Pavelić „i njegova vlada odaju veliku pozornost… kulturi,” a on je sam između ostalog napisao jedan „prosječan roman”, koji ipak ima „veze s Ivom Andrićem”. Ustaški pokret kome je on bio na čelu jest vršio neke progone (između ostalog zbog „željene osvete za nasilja monarhističkog režima”), ali danas je „demoniziran i prikazivan u crno-bijeloj tehnici povijesnih prosudbi”, a sve zbog „starih imperijalnih demokracija poput britanske i francuske, koje još podupiru klišeizirana i jednostrana tumačenja”. Možemo postaviti pitanje "je li ipak Ustaški pokret svjesno desno-radikalan, rasistički, možda i totalitaran? Odgovor na to je niječan. Jasenovac, sabirni logor i logor smrti, „morao je imati svoj nekakav život, ili privid života. Imao je orkestar i razne priredbe. Navodno je svaka radionica imala svoju nogometnu momčad i dresove, što može biti dio torture, ali svjedoci kažu da nije bilo tako.” Maks Luburić, zapovjednik tog logora, bio je mladi časnik koji „nema ništa od patološkog ubojice kako neki vole isticati.” Pohvalio je neke vrijedne suradnike kao dobrodošle iznimke, ali je zamjerio što oni nemaju istu moć kao administratori:
| »              | Naime, iako je funkcija administratora zamišljena da budu neutralni miritelji dviju strana, oni u hrvatskoj inačici često nastupaju kao aktivno angažirane i ideološki zainteresirane stranke koje pod krinkom borbe protiv vandalizma održavaju status quo netočnih i navijačkih članaka. | « |
| Marko Gregović | |   |

Nakon tog novinskog natpisa, dogodile su se stanovite promjene na Wikipedije na hrvatskom jeziku nakon čega je natpis pao u zaborav. Ipak, godinu i pol kasnije, pojavio se novi natpis kada je Jutarnji list objavio drugi članak na naslovnici koji kritizira daljnje netočnosti i desničarske tendencije na Wikipediji na hrvatskom jeziku, koje, prema novinaru Goranu Peniću, „veličaju NDH”. Citirao je neke navode iz članaka: Ustaški pokret nije bio svjesno desno-radikalan, rasistički i totalitaran, za pojavu ustaške ikonografije u modernoj Hrvatskoj krivi su masoni, antifašizam je ograničavanje svih osnovnih ljudskih sloboda, partizanskih zločina bilo je triput više nego ustaških, a u Hrvatskoj se redovito organiziraju antifašističko-četničke proslave na račun poreznih obveznika. Glavni administratori prozvani su zbog toga što nisu spriječili takve netočnosti. Tom drugom valu zamjerki pridružio se i tadašnji hrvatski ministar obrazovanja Željko Jovanović koji je pozvao studente da ne čitaju Wikipediju na hrvatskom jeziku zbog tendencije „falsifikata”.
Novinari i kolumnisti Jutarnjeg lista Boris Dežulović i Jurica Pavičić dali su komentar na cijelu situaciju u kojoj su dali za pravo kolegi Peniću. Međutim, kritike nisu dolazile samo iz Jutarnjeg lista, nego i iz drugih izvora, kao što su e-novine, Novosti pa i pojedinih međunarodnih portala, poput Slon.ru.
Jedan članak, „Specijalni rat protiv Hrvatske 1991. – 2012.” – koji je pregledao stanoviti administrator Wikipedije na hrvatskom jeziku – sadržavao je toliku drastičnu dozu neozbiljnosti, grešaka, falsifikata, teorija zavjere i nenamjerne komičnosti da je čak završio na naslovnicama raznih vijesti i portala nakon parodijskog uređivanja anonimnog suradnika.
Zbog pokušaja sprječavanja glasovanja te drugih prigovora zbog pristranosti i nepravilnosti, na meta-wikiju pokrenut je zahtjev za mišljenje stjuarda o ponašanju administratora. 
Dana 26. listopada 2013. započeto je i glasovanje za skidanjem ovlasti trojici administratora Wikipedije na hrvatskom jeziku, na čiji je rad bilo najviše prigovora na meta-wikiju, ali su tijesnom većinom od oko 53 – 55 % glasova dobili povjerenje lokalne zajednice. Naknadno je, 2020. godine, utvrđeno kako su neki glasovi podrške na tom glasovanju lažirani upotrebom više računa (njih barem 19) koji pripadaju istom suradniku. Suradniku je zbog tog postupka, odlukom globalne zajednice, izglasana globalna blokada, a svi njegovi suradnički računi zaključani su 28. studenoga 2020. Mediji su naknadno popratili ovu vijest i novu dinamiku.

### Medijski odjek i istraživanja
Terenska izvješća potvrđuju da se sadržaj članaka s Wikipedije na hrvatskom jeziku preuzima od lokalnih tiskanih izdanja niske naklade sve do medija s državnom koncesijom. Dana 15. siječnja 2018., objavljen je TV prilog koji referira na mjerenja 2013. godine kojim je utvrđeno da je 92 % sadržaja Wikipedije na hrvatskom jeziku točno jer referira na pouzdane izvore.

## Vanjske poveznice
Ostali projekti
|  | Zajednički poslužitelj ima još gradiva o temi Hrvatska Wikipedija |

Meta-Wiki
- Popis pristranog i kontroverznog sadržaja na Hrvatskoj Wikipediji (2013.)
- Popis upitnih postupaka administratora na Hrvatskoj Wikipediji (2013.)

Mrežna mjesta
- Hrvatski junaci Wikipedije  Arhivirana inačica izvorne stranice od 3. prosinca 2009. (Wayback Machine) Nacional, 2005.
- Hrvati koji pišu najveću svjetsku enciklopediju  Arhivirana inačica izvorne stranice od 21. listopada 2012. (Wayback Machine) Jutarnji list, 2007.
- Radijska i televizijska gostovanja Wikipedista